# Infiniti QX50
El Infiniti QX50 es el modelo crossover del segmento D de lujo de la marca Infiniti, también es el sucesor del Infiniti EX, siendo su primera generación una pequeña actualización de este, cambiando su nombre a QX50 en conjunto con la nueva nomenclatura de la marca: Q y QX, que llegó en 2013 (a China) y en 2015 (a Estados Unidos). La segunda generación del QX50 entró en producción en noviembre de 2017 como modelo 2019.
La revista GQ lo nombró uno de los 10 mejores SUV de lujo tres años seguidos.

## Primera generación (J50)

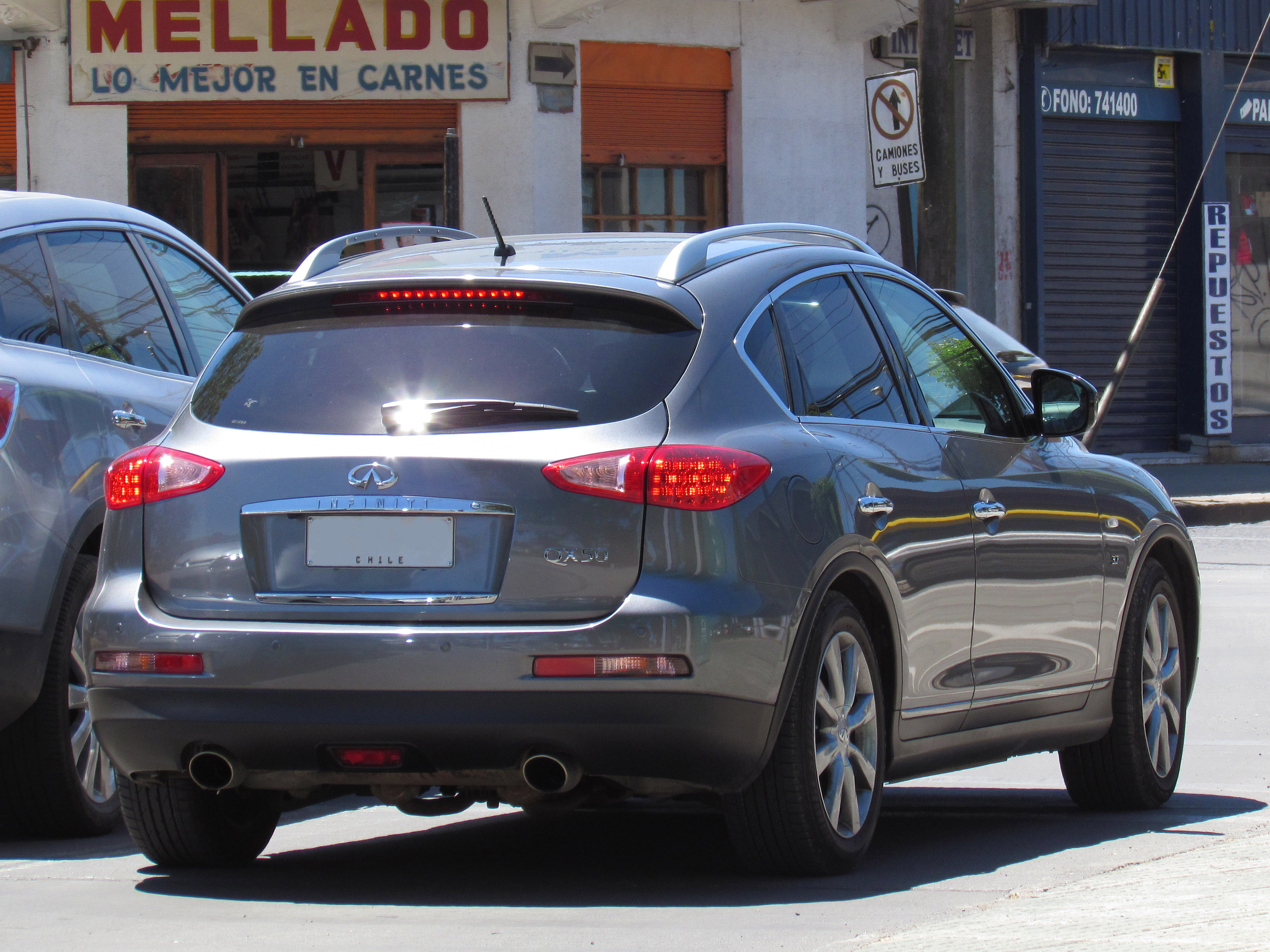
Parte trasera Pre-facelift

El vehículo fue presentado en el Auto Show de Nanjing de 2013.
Los modelos para Oriente Medio salieron a la venta como año 2014. Algunos de los primeros modelos incorporaban un motor VQ37VHR 3.7-litre V6 (326PS) con tracción integral, transmisión automática de 7 velocidades y modo de cambios manual, modo DS con DRM y control de cambios adaptativos.
Los modelos para Estados Unidos llegaron como vehículos año 2014. Los niveles de equipo iniciales eran QX50, QX50 AWD, QX50 Journey y QX50 AWD Journey.

## Segunda generación (J55)

### Versión de producción
La versión de producción de la segunda generación del QX50 se revelió en el 2017 LA Auto Show como modelo 2019. Presentaba un motor a gasolina turbocargado 2.0L KR20DDET equipado con el sistema de índice de compresión variable (VC-T) de Nissan. La producción comenzó en noviembre de 2017 en la planta conjunta de Nissan y Daimler AG en Aguascalientes, México.